# Je-Vaughn Watson
Je-Vaughn Watson (Saint Catherine, 22 oktober 1983) is een Jamaicaans voetballer die bij voorkeur als middenvelder speelt. Hij verruilde in 2013 Houston Dynamo voor FC Dallas.

## Clubcarrière
Watson begon zijn carrière bij het Jamaicaanse Sporting Central Academy waar hij vijf jaar speelde en uiteindelijk aanvoerder werd. Naast stages bij clubs uit Engeland en Denemarken trainde hij voor aanvang van het seizoen in 2011 ook mee met het Amerikaanse Houston Dynamo. Daar tekende hij op 15 april 2011 een contract. Daarmee werd hij de eerste speler van Sporting Central Academy die een profcontract in het buitenland wist te verzilveren. Op 23 april 2011 maakte hij tegen Chicago Fire zijn debuut. Na twee seizoenen bij Houston waarin hij in eenenveertig competitiewedstrijden één doelpunt maakte, tekende hij op 19 februari 2013 bij FC Dallas. Daar maakte hij op 3 maart 2013 tegen Colorado Rapids zijn debuut.

## Interlandcarrière
Op 26 juli 2008 maakte Watson in een vriendschappelijke interland tegen El Salvador zijn debuut voor Jamaica. Zijn eerste doelpunt voor het land maakte hij op 25 februari 2012 tegen Cuba.